# Opius cordobensis
Opius cordobensis är en stekelart som beskrevs av Fischer 1963. Opius cordobensis ingår i släktet Opius och familjen bracksteklar. Inga underarter finns listade i Catalogue of Life.